# Johann Hoffmann (Abt)

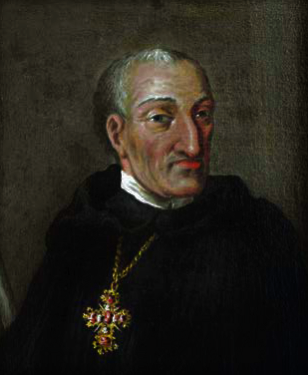
Abt Johann Hoffmann

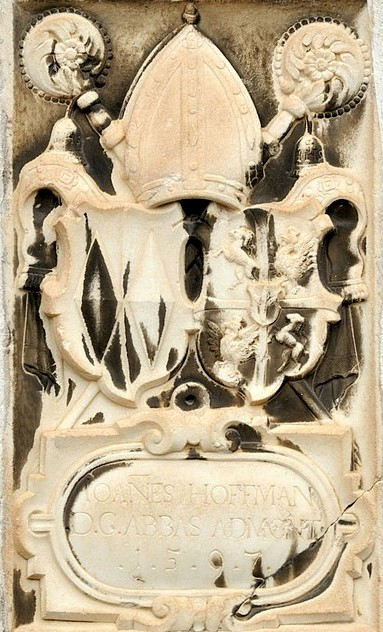
Wappen von Abt Johann Hoffmann am ehemaligen Zehentspeicher in Stainach, dat. 1597

Johann Hoffmann (auch Johannes Hofmann; * 1552 in Kremsbrücke; † 14. Oktober 1614) war ein österreichischer Benediktiner und von 1581 bis 1614 Abt der Benediktinerabtei St. Blasius zu Admont.

## Leben
Hoffmann war Sohn eines Schneiders und stammte aus bürgerlichen Verhältnissen. Er kam als Gehilfe des Kämmerers an den kaiserlichen Hof nach Wien. 1569 ging er mit Scipione Lancellotti nach Rom. Dort studierte er Theologie und trat in den Benediktinerorden ein. In Peruggia studierte er das kanonische Recht. Mit dem Nuntius Kardinal Giovanni Francesco Commendone (1523–1584) bereiste er Teile von Europa. Aus dieser Zeit rührte auch die Bekanntschaft mit Kardinal Ippolito Aldobrandini, dem späteren Papst Clemens VIII., der 1589 Admont besuchte. Kurz nach seiner Rückkehr nach Rom wurde Johann Hoffmann 1573 Cellarius des Klosters St. Lambrecht. Als Erzherzog Karl von seiner Amtsführung erfuhr veranlasste er seiner Berufung an das Benediktinerkloster Admont, wo er – erst neunundzwanzigjährig – am 22. August 1581 zum Abt ernannt wurde.
Hoffmann fand in Admont eine stark geschrumpfte Gemeinschaft und ein Kloster in schlechtem Zustand vor. Er veranlasste die Schuldentilgung, den Wiederaufbau der Gebäude, den Ausbau der Klosterbibliothek sowie die Stärkung der Klosterschule und vergrößerte die Klostergemeinschaft. 1590 ließ er eine kleine Orgel durch Georg Hackl aus Steyr anfertigen und 1596 durch den Orgelbauer Georg Jäger aus Kapfenberg ein Hornwerk im Südturm der Stiftskirche Admont installieren. In den Jahren 1596 und 1597 war er zudem Administrator des Klosters St. Lambrecht.
1584 wurde Abt Hoffmann seitens des Landesfürsten und des päpstlichen Nuntius mit der Visitation und Reformierung von Stift Neuberg beauftragt, was zur Absetzung des dortigen Abtes Gregor Plank führte. Neben seiner Tätigkeit als ein aktiver Akteur der Gegenreformation in der Region war Hoffmann auch im diplomatischen Dienst tätig. 1592 erhielt er den Auftrag, Anna, die Tochter von Erzherzog Karl, zu ihrer Vermählung mit dem polnischen König Sigismund III. nach Krakau zu geleiten. In demselben Jahr ging er im Auftrag des Erzbischofs Wolf Dietrich von Salzburg zu Kaiser Rudolf II. nach Prag, um mit diesem geheime Gespräche über den Umgang mit den Protestanten zu führen. Als erster Reformationskommissar war er 1599 für die Umsetzung der Rekatholisierung der Steiermark verantwortlich, die, zum Teil unter bewaffnetem Widerstand der betroffenen Gemeinden, zur Zerstörung von insgesamt 17 lutherischen Kirchen führte. Bereits die Durchsetzung des 1582 eingeführten Gregorianischen Kalenders hatte in den Admonter Gemeinden, namentlich seitens der Protestanten, zu einem erheblichen Widerstand geführt.
Hoffmann bekam 1596 von Erzherzog Ferdinand einen Ratstitel verliehen und wurde 1601 ständischer Verordneter. 1602 erhielt er das Amt des Kammerpräsidenten in Graz. Das persönliche Wappen von Johannes Hoffmann zeigt im gevierteten Schild, als Zeichen von Durchsetzungsvermögen und Wachsamkeit, jeweils einen Steinbock und einen Hahn, der Herzschild als Symbol des Priestertums ein Ährenbündel; sein Wahlspruch lautet Durum Patientia Frango (Mit Geduld breche ich das Harte).